# Nikolaus Friedrich (Musiker)
Nikolaus Friedrich (* 1956 in Schwäbisch Gmünd) ist ein deutscher Klarinettist.
Friedrich studierte Klarinette bei Hermut Gießer und Klavier bei Karl-Heinz Lautner an den Musikhochschulen in Düsseldorf und Stuttgart. Nach Studienabschluss mit Auszeichnung haben Meisterkurse bei Thea King und Anthony Pay in England seine Entwicklung als Klarinettist nachhaltig geprägt.
Seit 1984 ist er Soloklarinettist im Orchester des Nationaltheaters Mannheim. Neben solistischen Auftritten, so z. B. beim Würzburger Mozartfest und im Rahmen der Berliner Festwochen, pflegt Nikolaus Friedrich das Kammermusikspiel. 
Seine Partner sind u. a. das Nomos-Quartett, das Trio Opus 8, das Henschel Quartett, das Mandelring-Quartett sowie als fester Duo-Partner der Pianist Thomas Palm. Neben verschiedenen CD-Produktionen spielte Nikolaus Friedrich mit Thomas Palm u. a. sämtliche Werke von Max Reger für Klarinette und Klavier ein. 
Mit dem English Chamber Orchestra unter der Leitung von Manfred Honeck und dem Hugo-Wolf-Quartett als Partner legte Nikolaus Friedrich 1996 Aufnahmen des Mozart‘schen Klarinettenkonzertes und dessen Klarinettenquintetten vor, in denen er den Solo- bzw. Bläserpart auf der von Mozart original vorgesehenen, aber selten gespielten Bassettklarinette interpretiert. 
Die intensive Auseinandersetzung mit zeitgenössischer Musik bildet einen weiteren Schwerpunkt der künstlerischen Arbeit Nikolaus Friedrichs.

## Aufnahmen
- 1994: Paraphrasen über Opern von Bellini und Verdi
- 1996: Mozart und die Klarinette
- 2000:  Virtuose Paraphrasen über Themen aus deutschen Opern